# Nemateleotris decora

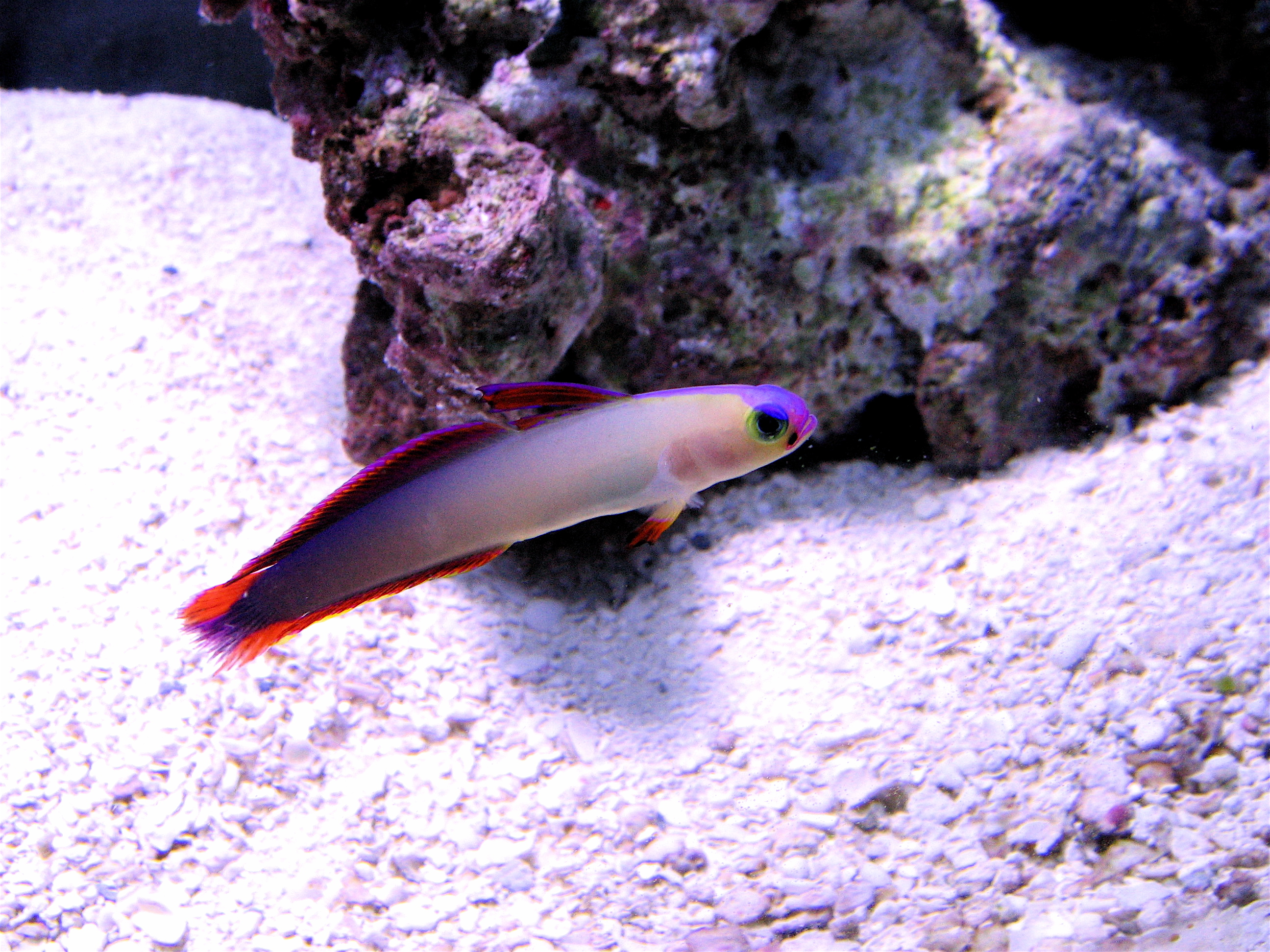

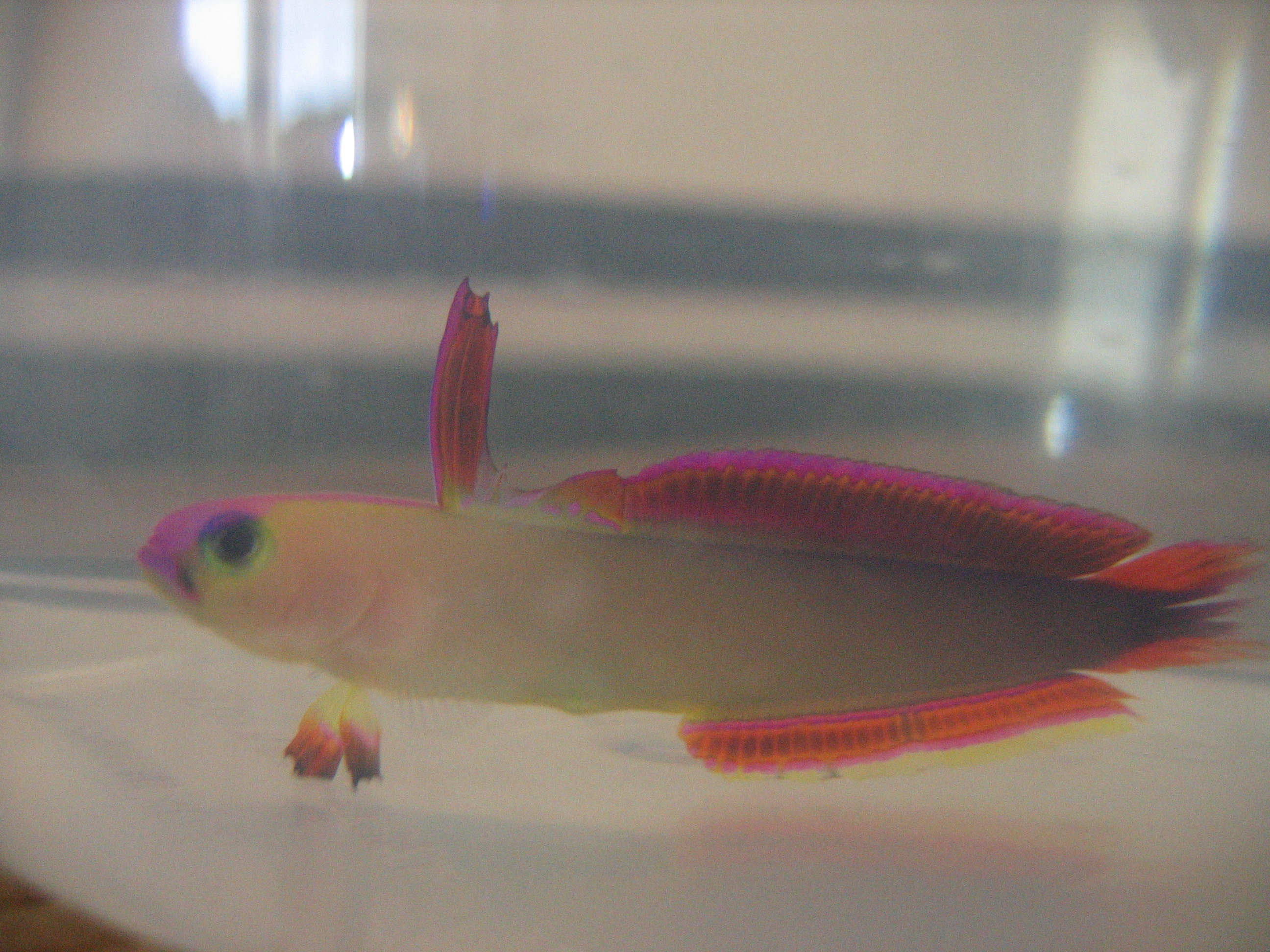

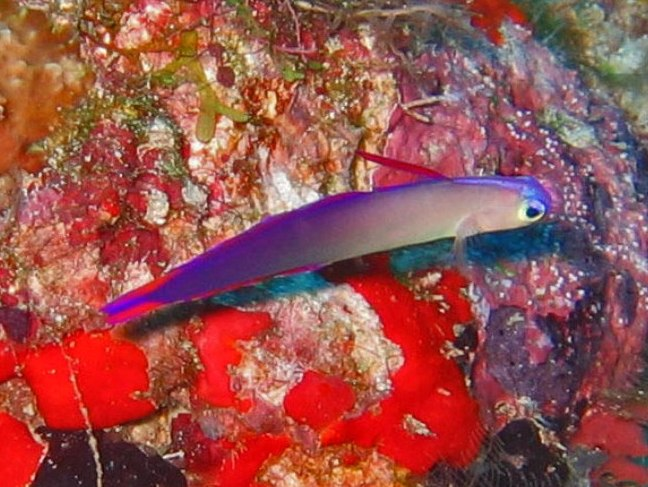

El pez fuego elegante o pez fuego morado, también llamado dardo de fuego decorado o gobio púrpura (Nemateleotris decora), es un pez dardo, de la familia de los Ptereleotridae.
Es un pez muy tímido, que vive en agujeros en la roca y se esconde rápidamente a la menor señal de peligro. De hecho, es uno de los peces marinos más  rápido de movimientos.

## Morfología
Cabeza amarilla, parte delantera del cuerpo blanca/amarilla, que cambia progresivamente a marrón oscuro en la parte posterior del cuerpo, aleta caudal azul índigo o púrpura ribeteada a los lados en granate o naranja, al contrario que las aletas dorsal y anal. Primera aleta dorsal larga, no tan exagerada ni puntiaguda como Nemateleotris magnifica, puede ser desplegada a voluntad por el animal. Esta aleta es utilizada por el animal para advertir de su presencia y para anclarse cuando se cobija en las grutas.
Tiene 7 espinas dorsales, entre 27 y 32 radios blandos dorsales, 1 espina anal y entre 28 y 31 radios blandos anales. 
Alcanza los 9 cm de largo.

## Hábitat
Distribución: De 30°N a 28°S. Océano Indo-Pacífico, de África oriental a Hawaí, al norte hasta las islas Ryukyu, al sur hasta Nueva Caledonia, y en toda Micronesia. Es especie nativa de Australia, Arabia Saudí, isla Navidad, islas Cocos, Filipinas, Fiyi, Indonesia, Japón, Maldivas, islas Marshall, islas Mauricio, Micronesia, Nueva Caledonia, Palaos, Papúa Nueva Guinea, islas Ryukyu, Samoa, islas Salomón, Tonga, Vietnam e isla Wake.
Profundidad: De 25 a 70 m.
Arrecife marino tropical. De 22 a 28 °C. Parches de arena y escombro. A menudo en cuevas o repisas con fondo de arena. También fondos duros y abiertos en la base de los arrecifes. Zonas protegidas del arrecife. Prefieren aguas claras y con corrientes.
De adultos viven en parejas en agujeros de la roca, suspendidos sobre su guarida frente a la corriente.

## Alimentación
Merodea a medio metro del fondo, de cara a la corriente, para atrapar zooplancton, copépodos y larvas de crustáceos.

## Reproducción
Especie monógama y ovípara. Cada desove consiste en unos 400 a 500 huevos de forma elíptica, de 1.1 ± 0.1 mm de largo y 0.4 mm de ancho. La incubación dura 96 horas. Las larvas eclosionadas tienen entre 1.9 ± 0.1 mm de largo.
Su reproducción en cautividad es difícil, pero no imposible. La mayor complicación es sacar adelante los alevines.

## Mantenimiento en acuario
Indicado para su mantenimiento en acuario de arrecife. Debemos proveerles de zonas con corrientes y bien oxigenadas. Debido a su timidez, también les dotaremos de escondrijos y zonas sombrías. 
Es tolerante con el resto de compañeros de un acuario de arrecife. Deberemos evitar juntarlos, tanto con anémonas, que podrían atraparlos, como con especies agresivas de peces, que les obligarían a pasar escondidos la mayor parte del tiempo. 
Los especímenes del comercio de acuariofilia suelen estar habituados a alimentarse con mysis y artemia congelados. También acepta alimento en escamas. Podemos complementar la dieta con gamba cruda, calamares o pescado blanco troceados. A la hora de alimentarlos deberemos tener en cuenta que no cogen el alimento caído en el sustrato. También consideraremos que no disputa el alimento frente a otras especies, lo que, en ocasiones, puede llevarles a la inanición y la muerte.